# Спанчевци
Спанчѐвци е село в Северозападна България. То се намира в община Вършец, област Монтана.

## География
Село Спанчевци се намира в планински район, в западната част на Стара планина, в полите на връх Тодорини кукли. Най-близките градове са Вършец и Берковица.

## История
Първоначално селото се е намирало над днешните гробища, в сегашните махали Билото и Селището. Според старите хора по това време в църквата край гробището пада метеорит и я запалва, тогава уплашени, част от жителите напускат селото, а други се преместват по на долу по склона, край днешният път за град Вършец.

## Икономика
През втората половина на 20 век в селото се построява единственият в България завод за акварелни и маслени бои, собственост на Съюза на Българските Художници, по-късно приватизиран. В разцвета си, заводът изнася продукция в по-голямата част от страните на СИВ, както и в някои страни от западна Европа. В края на селото се изгражда курортен комплекс от няколко почивни станции на различни предприятия, днес приватизирани и обновени. Недалеч от селото има две открити кариери за гранит, които вече не се експлоатират. В селото функционират и няколко ферми на мястото на стопанските дворове на бившето ТКЗС.

## Религии
Селото е изцяло православно християнско и няма данни за изповядвани други религии.

## Културни и природни забележителности
В местността „Тодорини Кукли“ има два басейна с топла минерална вода. В близост до селото по пътя за Берковица се намира и известният Клисурски манастир. Недалеч от селото се намират археологически останки от римска крепост (местност Калето), до които води път, годен за преминаване дори с лек автомобил през лятото или високопроходим автомобил в другите сезони.

## Туризъм
Спанчевци разполага с курортен комплекс Тодорини Кукли, в който функционират хотел и бунгала. Той предлага отлични възможности за настаняване и SPA процедури. Към комплекса има три открити басейна, единият от които с дължина 25 метра (годен за плуване) и един закрит, за SPA процедури.

## Редовни събития
Съборът на с. Спанчевци е на 21 септември

## Личности
- Жана Михайлова (р. 1966), състезател по спортна акробатика. Родена в с. Спанчевци, заслужил майстор на спорта, състезател по спортна акробатика на „Спартак“ (Плевен), носител на медали от световна купа, световни и европейски първенства. Почетен гражданин на град Плевен.
- Трифон Балкански (1920 – 2005), български партизанин, военен деец и офицер, генерал-лейтенант.